# 粉红女郎·爱人快跑
，改编自朱德庸的四格漫画《涩女郎》，导演伍宗德，主演阿雅、张馨予、刘凡菲、黄一琳、范逸臣、锦荣。

## 剧情
该片改编自朱德庸的四格漫画《涩女郎》，讲述几个青年男女的爱情故事。

## 演出
| 演员          | 角色     | 备注 |
| 阿雅          | 结婚狂   |      |
| 张馨予        | 男人婆   |      |
| 刘凡菲        | 万人迷   |      |
| 黄一琳        | 哈妹     |      |
| 范逸臣        | 龔喜     |      |
| 锦荣          | 高明     |      |
| 何明翰        | 面包王子 |      |
| 郑恺          | 张公子   |      |
| 胡兵          | 未知     |      |
| 阿兰·达瓦卓玛 | 舞女     |      |
| 徐熙颜        |          |      |

## 制作
在导演选择男演员时，阿雅喊道“我要选李晨”，令张馨予尴尬不已。
为了更加逼真，导演要求阿雅到飞机场向男人们抛媚眼、摆性感姿势，导致男人们纷纷逃离。
张馨予的角色则是一个女汉子形象。